# جوزيبي كورادي
جوزيبي كورادي (بالإيطالية: Giuseppe Corradi)‏ (و. 1932 – 2002 م) هو لاعب كرة قدم، ومدرب كرة قدم من إيطاليا، ومملكة إيطاليا، ولد في مودينا، شارك في الألعاب الأولمبية الصيفية 1952، مركز لعبه هو مُدَافِع، توفي عن عمر يناهز 70 عاماً.

## مسيرته الكروية
لعب جوزيبي كورادي خلال مسيرته الاحترافية مع 4 أندية في أربعة عشر موسمًا وسجل خلالها 5 أهداف ضمن 308 مباراة. حيث فاز في موسم واحد بالكأس وفي موسمين بالدوري.
خاض جوزيبي كورادي مسيرته مع نادي مودينا في موسم 1950–51 لمدة موسم واحد، لم يشارك في أي مباراة ولم يسجل أي هدف. ثم انتقل إلى نادي يوفنتوس في موسم 1951–52 ليلعب معه ثمانية مواسم، حيث شارك في 191 مباراة سجل خلالها 5 أهداف. لينتقل بعدها إلى نادي جنوى في موسم 1959–60 ولمدة موسمين، مشاركًا في 69 مباراة ولم يسجل أي هدف. ثم انتقل إلى نادي مانتوفا في موسم 1961–62 واستمر معه طيلة ثلاثة مواسم، مشاركًا في 48 مباراة ولم يسجل أي هدف أيضًا.

## روابط خارجية
- جوزيبي كورادي على موقع الاتحاد الدولي (مؤرشف)  (الإنجليزية)
- جوزيبي كورادي على موقع قاعدة بيانات كرة القدم.إي يو (الإنجليزية)
- جوزيبي كورادي على موقع ناشيونال فوتبول تيمز (الإنجليزية)
- جوزيبي كورادي على موقع عالم كرة القدم.نت (الإنجليزية)
- جوزيبي كورادي على موقع أوليمبيديا (الإنجليزية)